# 1923 en musique classique
| \| • Retour à la chronologie générale de la musique classique • \| |
| Grèce • Rome • Haut Moyen Âge • VIIIe siècle • IXe siècle • Xe siècle • XIe siècle XIIe siècle • XIIIe siècle • XIVe siècle • XVe siècle • XVIe siècle • XVIIe siècle XVIIIe siècle • XIXe siècle • XXe siècle • XXIe siècle |
| • Retour à la chronologie générale de la musique classique • |

| Années en musique classique : 1920 - 1921 - 1922 - 1923 - 1924 - 1925 - 1926    |
| Décennies en musique classique : 1890 - 1900 - 1910 - 1920 - 1930 - 1940 - 1950 |

## Événements

### Créations
- 4 janvier : la Sonate pour cor, trompette et trombone de Francis Poulenc, créée au Théâtre des Champs-Élysées.
- 7 janvier : Symphonie no 5 de Charles Tournemire créé aux Concertos Colonne.
- 15 janvier : Cydalise et le Chèvre-pied, ballet de Gabriel Pierné, créé à l'Opéra de Paris.
- 21 janvier : Paravent de laque aux cinq images de Georges Migot créé aux Concerts Lamoureux.
- 4 février : Epithalame de Roger-Ducasse créé aux Concertos Colonne.
- 9 février : Le Pays du sourire, opérette de Franz Lehár (1re version), créée à Vienne sous le titre Die gelbe Jacke (voir 1929).
- 25 février : La Sonate pour violon et piano de Claude Delvincourt est créée à la Société nationale.
- 4 mars : Hyperprism d’Edgard Varèse, créé à New York, sous les sifflets.
- 8 mars : Hulla, opéra de Marcel Samuel-Rousseau sur un livret d'André Rivoire, est représenté pour la première fois à l'Opéra-Comique.
- 10 mars : Rhapsodie pour violon et orchestre de Sylvio Lazzari créé aux Concerts Lamoureux.
- 25 mars : Fantaisie pour piano et orchestre de Paul Paray, créée aux Concerts Lamoureux.
- 26 avril : Belfagor, opéra d’Ottorino Respighi, créé à la Scala de Milan sous la direction d'Antonio Guarnieri.
- 28 avril : Deux mouvements de Jacques Ibert, créés à Paris à la Société nationale de musique par Louis Fleury et Urbain Bauduin (flûtes), Louis Cahuzac (clarinette) et Gustave Dhérin (basson).
- 7 mai : la Sonate pour violon et piano no 2 de Béla Bartók, créée à Londres.
- 12 mai : Trio pour piano, violon et violoncelle op.120 de Gabriel Fauré, créé à la Société nationale de musique à Paris.
- 13 mai : Lucerna, opéra de Vítězslav Novák, créé au Théâtre national de Prague sous la direction d'Otakar Ostrčil.
- mai : la Symphonie no 1 d'Howard Hanson, créée à Rome sous la direction du compositeur.
- 1er juin : Padmâvatî, ballet d'Albert Roussel, créé à l'opéra de Paris.
- 13 juin : Les Noces, ballet de Stravinsky, créé à Paris.
- 25 juin : El retablo de Maese Pedro, opéra de Manuel de Falla, créé en version scénique chez la Princesse de Polignac à Paris.
- juillet : Six sonates pour violon seul composées par Eugène Ysaÿe.
- 18 octobre : le Concerto pour violon no 1 de Sergueï Prokofiev, créé par Marcel Darrieux à Paris.
- 25 octobre : La Création du monde, création à Paris du ballet sur une musique de Darius Milhaud.
- 11 novembre : 
  - A World Requiem de John Foulds, créé au Royal Albert Hall.
  - le Quintette no 1 d'Ernest Bloch, créé à New York par Harold Bauer et le Lenox Quartet.
- 23 novembre : Pour célébrer le cinquantenaire de l'union de Buda, Pest et Óbuda, sont créées trois œuvres de trois compositeurs hongrois
  - Ouverture de festival, d'Ernő Dohnányi ;
  - Suite de danses, de Béla Bartók ;
  - Psalmus Hungaricus, de Zoltán Kodály.

### Autres
- 23 février : Première transmission radio transatlantique d’un concert, des États-Unis à la France.
- 14 juin : fondation de l'École d'Arcueil.

## Naissances

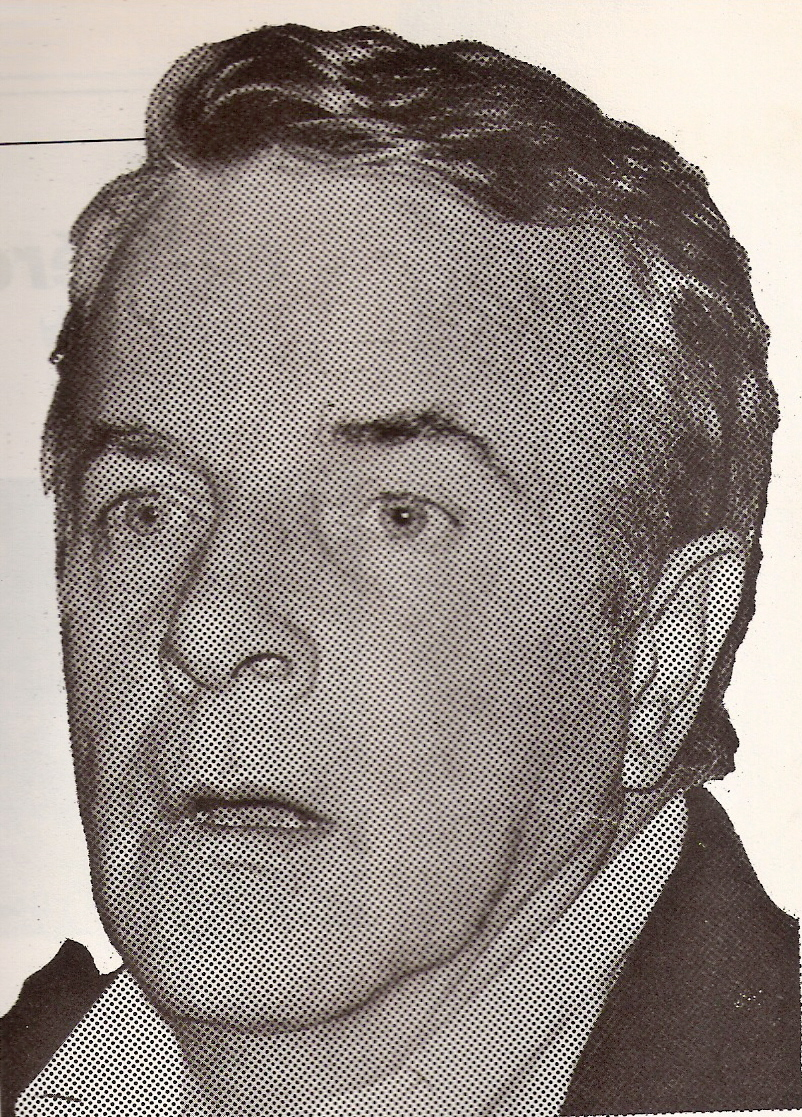
Franco Zeffirelli

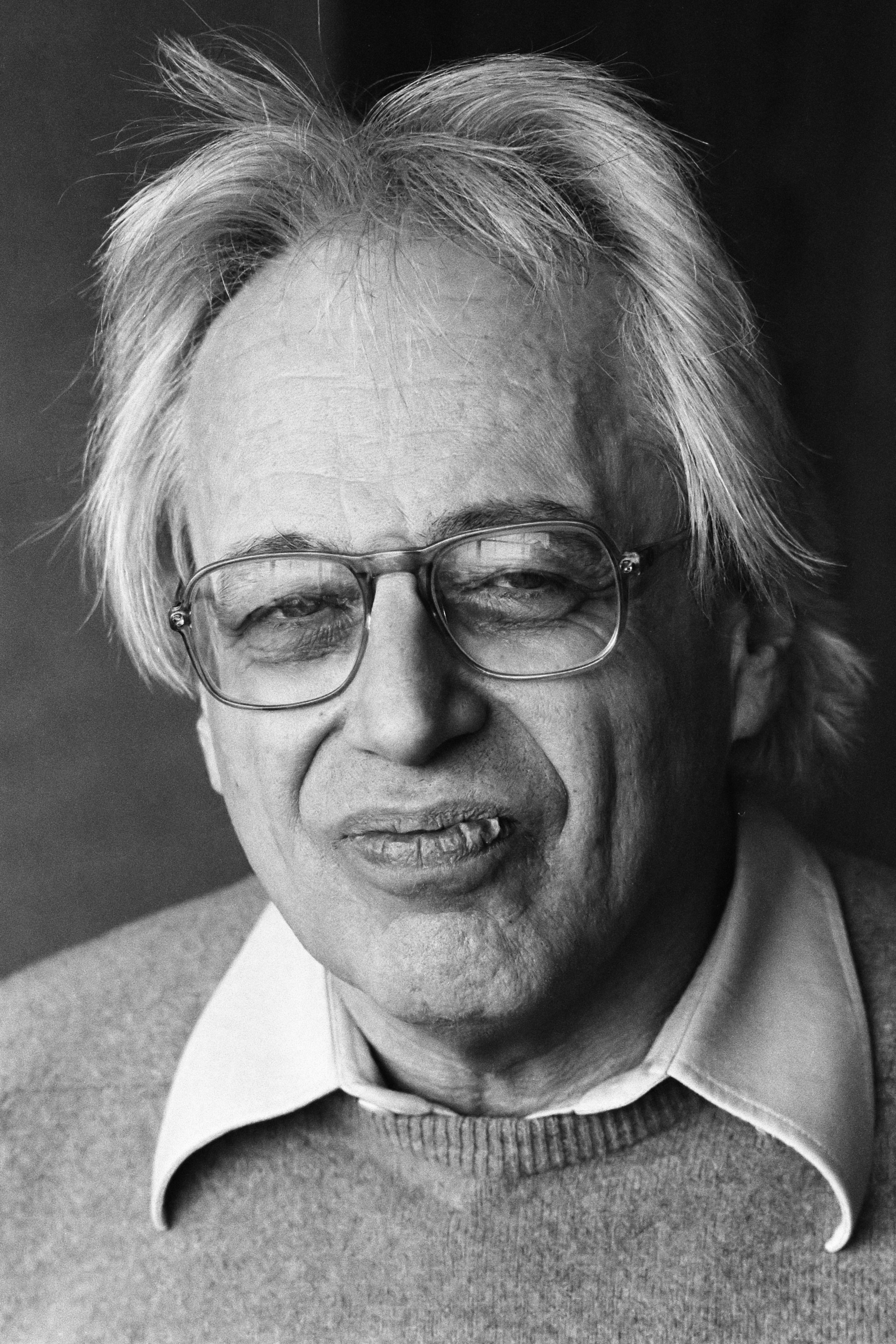
György Ligeti

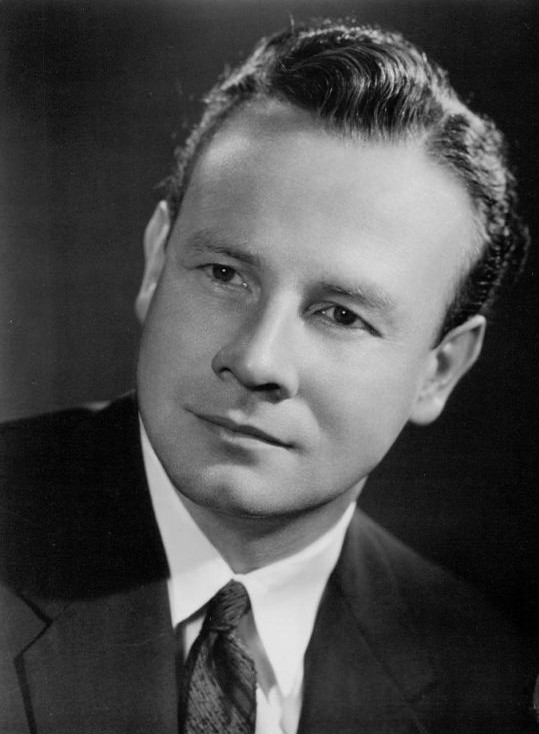
John Alexander

Victoria de los Ángeles

- 3 janvier : Walter Kreppel, basse allemande († 18 octobre 2003).
- 8 janvier : Giorgio Tozzi, basse italo-américain († 30 mai 2011).
- 13 janvier : Daniil Chafran, violoncelliste russe († 7 février 1997).
- 22 janvier : 
  - Justinas Bašinskas, compositeur lituanien († 9 octobre 2003).
  - Leslie Bassett, compositeur américain († 4 février 2016).
- 24 janvier : Simeon ten Holt, compositeur néerlandais († 25 novembre 2012).
- 27 janvier : Roger Bourdin, flûtiste français († 23 septembre 1976).
- 28 janvier : Paul Asciak, ténor maltais († 21 avril 2015).
- 29 janvier : Ira Malaniuk, contralto autrichienne († 27 février 2009).
- 4 février : Harry Datyner, pianiste suisse († 23 mars 1992).
- 6 février : Maurice Le Roux, chef d'orchestre, compositeur, musicologue et producteur de télévision français († 19 octobre 1992).
- 7 février : Bernard Cottret, basse chantante française († 15 avril 2011).
- 10 février : Cesare Siepi, basse italienne († 5 juillet 2010).
- 12 février : Franco Zeffirelli, réalisateur, scénariste et producteur italien († 15 juin 2019).
- 18 février : Isabelle Andréani, chanteuse lyrique mezzo-soprano française († 3 juin 2018).
- 21 février : Béla Síki, pianiste suisse d'origine hongroise († 29 octobre 2020).
- 23 février : Pere Vallribera i Moliné, pianiste, professeur et compositeur catalan († 7 mars 1990).
- 24 février : David Soyer, violoncelliste américain († 25 février 2010).
- 27 février : Viktor Kalabis, compositeur tchèque († 28 septembre 2006).
- 1er mars : Morteza Hannaneh, chef d'orchestre, compositeur et trompettiste iranien († 17 octobre 1989).
- 12 mars : Norbert Brainin, violoniste autrichien († 10 avril 2005).
- 16 mars : 
  - Paolo Montarsolo, artiste lyrique italien, de registre basse († 31 août 2006).
  - Heinz Wallberg, chef d'orchestre allemand († 29 septembre 2004).
- 24 mars : Guy Erismann, écrivain, musicologue et historien français († 6 septembre 2007).
- 2 avril : Georges Octors, violoniste et chef d'orchestre belge († 18 juin 2020).
- 17 avril : Gianni Raimondi, ténor italien († 19 octobre 2008).
- 29 avril : Radim Drejsl, compositeur, pianiste et chef d'orchestre tchèque († 20 avril 1953).
- 1er mai : Youri Boukoff, pianiste († 7 janvier 2006).
- 9 mai : Miltiades Caridis, chef d'orchestre germano-grec († 1er mars 1998).
- 17 mai : Peter Mennin, compositeur et professeur américain († 17 juin 1983).
- 23 mai : 
  - Alicia de Larrocha, pianiste espagnole († 25 septembre 2009)
  - François Lesure, musicologue français († 21 juin 2001).
- 25 mai : Maurice Allard, bassoniste et compositeur français († 5 mai 2004).
- 28 mai :
  - György Ligeti, compositeur hongrois († 12 juin 2006).
  - Jiří Válek, compositeur tchèque († 6 octobre 2005).
- 30 mai : Gloria Agostini, harpiste canadienne († 26 juillet 2004).
- 1er juin : Karl Engel, pianiste suisse († 2 septembre 2006).
- 8 juin : Karel Goeyvaerts, compositeur belge († 3 février 1993).
- 18 juin : Herman Krebbers, violoniste et pédagogue néerlandais († 2 mai 2018).
- 22 juin : Franz-Paul Decker, chef d'orchestre allemand († 19 mai 2014).
- 27 juin : Jacques Berthier, compositeur et organiste français († 27 juin 1994).
- 2 juillet : György Melis, baryton hongrois († 27 novembre 2009).
- 3 juillet : Milan Munclinger, flûtiste, chef d'orchestre, compositeur et musicologue tchèque († 30 mars 1986).
- 7 juillet :
  - Roberto Caamaño, pianiste, chef d'orchestre et compositeur argentin († 8 juin 1993).
  - Alena Veselá, organiste tchèque († 11 mai 2025).
- 8 juillet : Jeanine Collard, mezzo-soprano française († 23 mars 2016).
- 22 juillet : Roland de Candé, musicologue français († 20 novembre 2013)
- 30 juillet : 
  - Meredith Davies, organiste et chef d'orchestre britannique († 9 mars 2005).
  - Siegfried Köhler, chef d'orchestre et compositeur allemand († 12 septembre 2017).
- 4 août : Arthur Butterworth, compositeur, chef d'orchestre, trompettiste et pédagogue anglais († 20 novembre 2014).
- 24 août : Dobrin Petkov, chef d'orchestre bulgare († 10 février 1987).
- 26 août : Wolfgang Sawallisch, chef d'orchestre et pianiste allemand († 22 février 2013)
- 29 août : Raymond Lewenthal, pianiste américain († 21 novembre 1988).
- 15 septembre : Anton Heiller, organiste, claveciniste, compositeur, professeur et chef d’orchestre autrichien († 25 mars 1979).
- 17 septembre : Lucienne Jourfier, chanteuse soprano lyrique coloratura française († 10 janvier 2017).
- 23 septembre : Sándor Kónya, ténor hongrois († 20 mai 2002).
- 25 septembre : Henri Scolari, compositeur vaudois († 23 décembre 2011).
- 28 septembre : Hugh Wiley Hitchcock, musicologue américain († 5 décembre 2007).
- 30 septembre : 
  - Giuseppe Campora, ténor italien († 5 décembre 2004).
  - Marcel Naulais, clarinettiste et chef d'orchestre français († 9 mars 1997).
- 3 octobre : Stanisław Skrowaczewski, chef d'orchestre et compositeur polonais († 21 février 2017).
- 16 octobre :
  - Bert Kaempfert, compositeur, arrangeur et chef d'orchestre allemand († 21 juin 1980).
  - Vittorio Negri, chef d'orchestre et musicologue italien († 11 avril 1998).
- 20 octobre : Robert Craft, chef d'orchestre et critique musical américain († 10 novembre 2015).
- 21 octobre : John Alexander, ténor américain († 8 décembre 1990).
- 23 octobre : Ned Rorem, compositeur et diariste américain († 18 novembre 2022).
- 1er novembre :
  - Victoria de los Ángeles, soprano espagnole († 15 janvier 2005).
  - Ernest Blanc, baryton français († 22 décembre 2010).
- 5 novembre : Biserka Cvejić, artiste lyrique serbe († 7 janvier 2021).
- 6 novembre : Renato Capecchi, baryton italien († 30 juin 1998).
- 12 novembre : Alirio Díaz, guitariste et compositeur vénézuélien († 5 juillet 2016).
- 19 novembre : František Sláma, violoncelliste tchèque († 5 mai 2004).
- 2 décembre : Maria Callas, soprano grecque († 16 septembre 1977).
- 3 décembre : Frank Guarrera, baryton américain († 23 novembre 2007).
- 16 décembre : Menahem Pressler, pianiste allemand († 6 mai 2023).
- 20 décembre : Eduardo Hontiveros, prêtre jésuite philippin, compositeur et musicien († 15 janvier 2008).
- 22 décembre : Édouard Senny, compositeur, pianiste et poète belge († 15 janvier 1980).
- 27 décembre :
  - Serge Collot, altiste français († 11 août 2015).
  - Eugene Kurtz, compositeur américain († 7 juillet 2006).
- 28 décembre : Josef Hassid, violoniste polonais († 7 novembre 1950).

## Décès

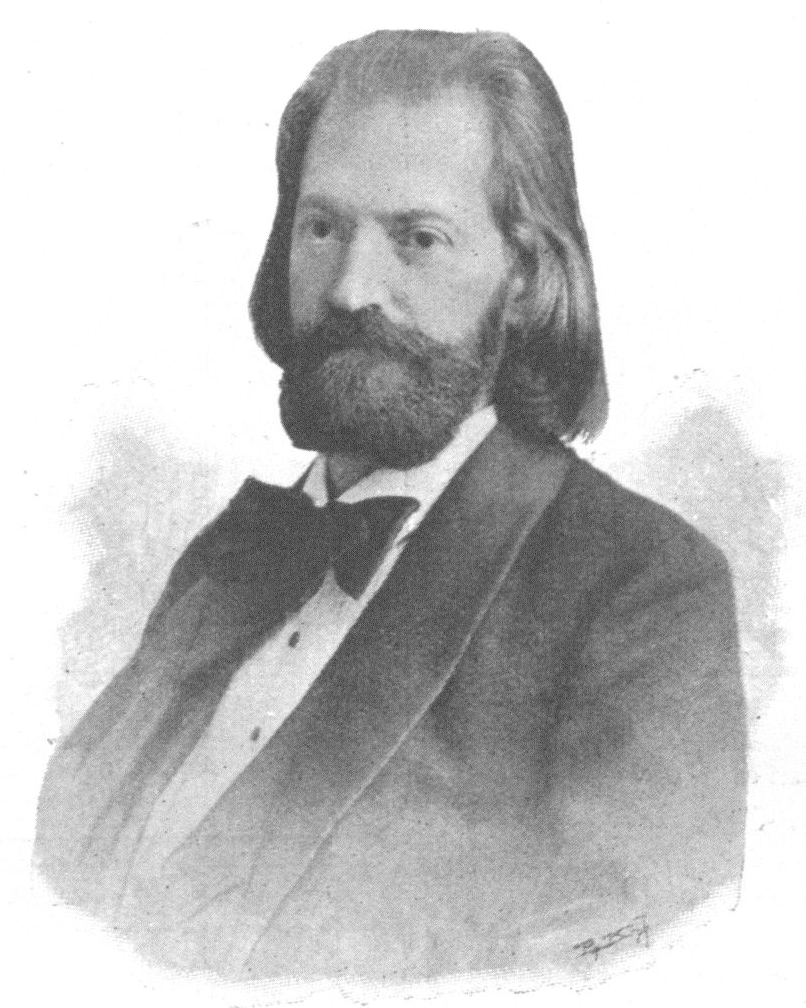
August Göllerich

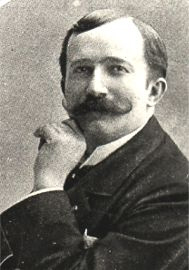
Louis Ganne

- 18 janvier : Alfred Cottin, guitariste, mandoliniste et compositeur de musique français (° 21 décembre 1863).
- 19 février : Gerónimo Giménez, compositeur et chef d'orchestre espagnol (° 10 octobre 1854).
- 5 mars : Dora Pejačević, compositrice croate (° 10 septembre 1885).
- 16 mars : August Göllerich, pianiste, musicologue, professeur de musique et chef d'orchestre autrichien (° 2 juillet 1859).
- 27 mars : Ernst Reiterer, compositeur et chef d'orchestre autrichien (° 27 avril 1851).
- 11 mai : Henri Lefèbvre, clarinettiste classique français (° 4 avril 1867).
- 30 mai : Camille Chevillard, compositeur et chef d'orchestre français (° 14 octobre 1859).
- 24 juin : Blanche Deschamps-Jéhin, chanteuse lyrique française (° 18 septembre 1857).
- 29 juin : Florence May, pianiste et musicographe britannique (° 6 février 1945).
- 30 juin : Claude Terrasse, compositeur français d'opérettes (° 27 janvier 1867).
- 1 juillet : Camille Benoît, compositeur, musicographe, critique d'art et conservateur de musée français (° 7 décembre 1851).
- 13 juillet : 
  - Louis Ganne, compositeur français (° 5 avril 1862).
  - Asger Hamerik, compositeur danois (° 8 avril 1843).
- 21 août : Léopold Wenzel, compositeur et chef d'orchestre français (° 23 janvier 1847).
- 31 août : Ernest Van Dyck, ténor dramatique belge (° 2 avril 1861).
- 9 septembre : Édouard Moullé, facteur de pianos, compositeur et éditeur de musique français (° 28 avril 1845).
- 5 octobre : Henri Messerer, organiste et compositeur français (° 19 mai 1838).
- 22 octobre : Victor Maurel, baryton français (° 17 juin 1848).
- 23 octobre : Félix Fourdrain, organiste et compositeur français (° 3 février 1880).
- 2 décembre : Tomás Bretón, compositeur, chef d'orchestre et violoniste espagnol (° 29 décembre 1850).
- 8 décembre : Joseph Pothier, prélat et liturgiste français, réformateur du chant grégorien (° 7 décembre 1835).
- 14 décembre : Giuseppe Gallignani, compositeur, pédagogue, organiste et chef d'orchestre italien (° 9 janvier 1851).
- 21 décembre : Edwin Evans, organiste et musicographe britannique (° 1844).
- 22 décembre : Arthur Bird, compositeur américain (° 23 juillet 1856).

Date indéterminée
- Simon-Max, comédien et chanteur français (° 1852).